# Teorema de Binet
O teorema de Binet, devido ao matemático francês Jacques Philippe Marie Binet, diz que o determinante de um produto de matrizes quadradas é o produto dos seus determinantes.
Ou seja, sendo {\displaystyle A} e {\displaystyle B} matrizes quadradas:
{\displaystyle \det(AB)=(\det A)(\det B)}
Uma generalização deste teorema é a fórmula de Binet-Cauchy, que permite calcular {\displaystyle \det(AB)} no caso de um produto de matrizes {\displaystyle A_{n\times m}} e {\displaystyle B_{m\times n}} com {\displaystyle m>n.}